# Zespół Senera
Zespół Senera (dysplazja czołowo-nosowa z poszerzonymi przestrzeniami Virchowa-Robina, ang. Sener syndrome, frontonasal dysplasia and dilated Virchow-Robin spaces) – rzadki zespół wad wrodzonych, na którego obraz kliniczny składają się:
- cechy dysmorficzne twarzy
  - wygładzona rynienka podnosowa
  - małe uszy
  - hiperteloryzm oczny
  - szeroka szpara ust
  - wysoko wysklepione podniebienie ("podniebienie gotyckie")
- duże przednie ciemię
- opóźnione wyrzynanie zębów stałych
- hipodoncja
- uzębienie obecne w okresie noworodkowym.

Jeden przypadek zespołu opisał Sener w 1994 roku. Dwa dalsze przypadki przedstawili Lynch i wsp. w 2000 roku.